# Dorissos
Dorissos (grekiska: Δόρυσσος, "han som svänger sitt spjut") var en spartansk kung och enligt Herodotos den femte i ordningen av den agiadiska kungaätten.

## Biografi
Dorissos var son till Leobotes och övertog tronen vid sin faders död omkring 480 f.Kr. Påtagligt lite är känt om Dorissos men enligt den romerske geografen Pausanias stupade han i det pågående kriget mellan Sparta och Argos, sannolikt någon kring år 820 f.Kr. Han efterträddes på tronen av sin son Agesilaios I.